# Phaonia kambaitiana
Phaonia kambaitiana este o specie de muște din genul Phaonia, familia Muscidae, descrisă de Fritz Isidore van Emden în anul 1965. Conform Catalogue of Life specia Phaonia kambaitiana nu are subspecii cunoscute.